# 国友末蔵

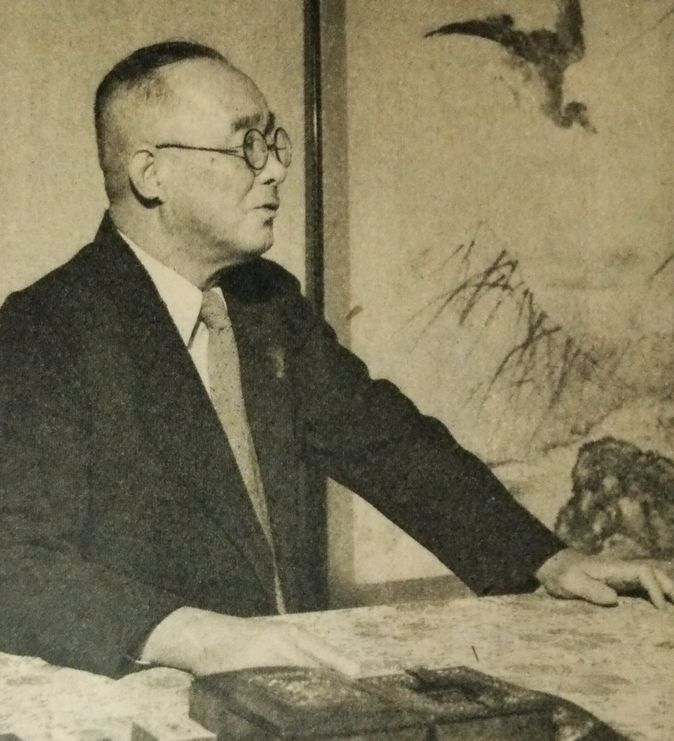
国友末蔵（1953年）

国友 末蔵（くにとも すえぞう、1881年〈明治14年〉11月17日 - 1960年〈昭和35年〉10月17日）は、明治後期から昭和時代にかけて活動した日本の電気技術者、実業家である。新潟県上越市（旧・高田市）の電力会社中央電気にて技師長および専務取締役を務め、同社の電源開発に携わった。京都市出身。

## 経歴
1881年（明治14年）11月17日、京都の三条通白川橋にて国友藤九郎の四男として生まれた。国友家は戦国時代から近江国坂田郡国友村（現・滋賀県長浜市）で鉄砲を生産していた鉄砲鍛冶の家だが、父・藤九郎は明治維新後京都へ移り活版印刷機の生産にあたっていた。国友は京都府立第一中学校を経て京都の第三高等学校へ進学し、1903年（明治36年）7月に卒業。そして1906年（明治39年）7月に京都帝国大学理工科大学電気工学科を卒業した。
大学を出た直後の1906年8月5日、国友は新潟県高田市（現・上越市）にあった上越電気という電力会社に初代の主任技術者として雇用された。上越電気は同地の高橋文質・金子伊太郎や芝浦製作所の大田黒重五郎・岸敬二郎らによって起業された会社である。着任後、国友は最初の仕事として関川・蔵々（ぞうぞう）発電所の建設に携わり、1907年（明治40年）5月にこれを完成させた。蔵々発電所完成を機に開業した上越電気は徐々に事業を拡大し、1912年（明治45年）には糸魚川進出を機に社名を越後電気と改めた。同年6月、国友は越後電気の取締役に就任する（技師長兼任）。1915年（大正4年）5月に会社設立時から専務取締役を務める金子伊太郎が金銭的不祥事のため辞任すると国友も取締役を辞任したが、同年12月になって取締役に復帰し金子の後任として専務に選出された。
1922年（大正11年）12月、越後電気は長野県松本市の松本電灯を合併し中央電気となった。合併後も国友は社長清水宜輝・副社長今井五介の下で引き続き専務取締役を務めている。1929年（昭和4年）5月、アメリカ合衆国へ渡り電灯発明50年の記念祝賀会に参加、トーマス・エジソンに面会する。その帰路でイギリス・フランス・ドイツ3か国を視察し、ドイツでは同地に留学中の内務省土木技師萩原俊一から揚水発電に関する提案を受けた。帰国後、国友は萩原の技術指導を受けつつ野尻湖での揚水発電を考案し、1934年（昭和9年）、関川の雪解け水を野尻湖へ汲み上げる機能を併せ持つ池尻川発電所を完成させた。同所は日本で最初の揚水発電所である。中央電気ではその他にも野尻湖の貯水池化工事や関川の笹ヶ峰ダム建設（1929年完成・信濃電気との共同事業）を手掛けたが、これらは発電力増加以外にも灌漑用水増加という副効用を関川流域にもたらした。
1934年2月、中央電気の余剰電力を活用しフェロアロイ類を製造すべく傍系会社の中央電気工業が設立されるとその取締役に就任する。同様の目的で同年3月に設立されたステンレス鋼メーカー日本ステンレスでも取締役に入った。日本ステンレスではその後1937年（昭和12年）4月から1941年（昭和16年）8月にかけて専務取締役を務めている。
太平洋戦争下の1942年（昭和17年）4月、電力国家管理により中央電気は日本発送電と国策配電会社にすべての設備を移管して解散した。同月1日、新潟県と東北6県を管轄する国策配電会社東北配電（東北電力の前身）が発足すると同社の理事（取締役に相当）に就任する。理事は1944年（昭和19年）5月にかけて2年間務め、その間社内の役職として工務部長、次いで臨時発電改修部長（1943年11月以降）を兼ねた。東北配電での勤務の一方、1942年5月に日本ステンレス取締役を、同年8月に中央電気工業取締役を辞職している。
東北配電理事退任後は同社監事（監査役に相当）に転じて戦後1946年（昭和21年）5月にかけて務めた。同年11月中央電気工業取締役に復帰。1947年（昭和22年）10月11日、昭和天皇の巡幸に際して飯塚知信邸で行われた座談会に参加し、「雪と水力発電」に関して進講した。1953年（昭和28年）11月東北電力グループの東日本興業で常任監査役に就任し、翌1954年（昭和29年）11月中央電気工業でも監査役に回った。実業界以外では1954年7月新潟県公安委員会発足にあわせて公安委員の一人に選ばれた。
1960年（昭和35年）10月17日、脳軟化症のため高田市北城町の自宅で死去した。78歳没。28日に高田市民葬が行われた。

## 顕彰
生前の1953年3月31日、高田市名誉市民条例が制定された際、上越地方の電気事業に対する功績を称えて第1号の名誉市民に推薦された。さらに長年電気事業に尽くし電源開発を通じ農業へも貢献した功績から1956年（昭和31年）12月19日藍綬褒章を受章した。
1957年（昭和32年）8月、電源開発50周年を記念し「国友末蔵翁寿像達成会」の発議により高田公園内に胸像（「国友末蔵翁之像」）が建てられた。胸像制作は彫刻家戸張幸男（当時新潟大学教授）による。死後、正六位に叙され勲五等双光旭日章が追贈される（1960年10月17日付）。また1966年（昭和41年）10月、高田公園内に「国友末蔵翁頌徳園」が造られ、その中心に胸像が移された。胸像脇には国友に関係する記念品として旧中央電気の大谷発電所で使用された発電用水車が置かれた。